# Andoung Meas
Andoung Meas es uno de los nueve distritos que forman la provincia camboyana de Ratanak Kirí, con una población estimada en marzo de 2008 de 10 365 habitantes. Está dividido en las siguientes  comunas (khum), que se muestran asimismo con población estimada de 2008:
- Malik 2,678
- Nhang 5,559
- Ta Lav 2,128[1]